# Tavia
Tavia is een geslacht van vlinders van de familie spinneruilen (Erebidae), uit de onderfamilie Calpinae.

## Soorten
- T. instruens Walker, 1858
- T. latebra Hampson, 1926
- T. nana Hampson, 1926
- T. nycterina (Boisduval, 1833)
- T. nyctombra Hampson, 1926
- T. plicata Hampson, 1910
- T. polycyma Hampson, 1926